# Московский великокняжеский свод (конец XV века)
Московский великокняжеский свод конца XV века — русская летопись, памятник великокняжеского летописания в редакции первой половины 1490-х годов. Доведён до 1492 года. В летописи представлена поздняя редакция Московского великокняжеского свода 1479 года.

## Текстология и содержание
Список XVI века летописи обнаружил М. Н. Тихомиров. Основная часть до 1479 года совпадает со сводом 1479 года. Лишь рассказ о нападении князя Суздальского Симеона Дмитриевича с ордынцами на Нижний Новгород помещается не под 1399 годом, как в своде 1479 года, а под 1395 года. Однако сам писец считал эту перестановку неудачной и на полях рукописи исправил дату на 6907 (1399) год.
После известий 1479 года в своде конца XV века помещён подробный текст за 1480—1492 годы, близкий к тексту из Сокращённого летописного свода, Симеоновской, Воскресенской и др. летописей.
Тихомиров и Л. В. Черепнин считали этот дополнительный текст случайными приписками к своду 1479 года. Я. С. Лурье рассматривал его как продолжение великокняжеского летописания до 1490-х годов. Аргументами в пользу официального характера этого летописания он считал известия о присоединении Твери в 1485 году, взятии Казани в 1487 году, и столкновениях Ивана III с братьями.
Повествование о стоянии на Угре в 1480 года было заимствовано из неофициального рассказа, который отразился в Типографской летописи. Однако оно было существенно изменено. Виновниками нашествия объявлены братья Ивана III; ответственность за колебания великого князя во время нашествия ордынцев возложена на дурных советников, «предателей христианских». К этому времени все они были в опале. Свод конца XV века был одним из источников.

## Влияние
Следующим этапом развития великокняжеского летописания стала редакция второй половины 1490-х годов, которую отразили Симеоновской летописи и Мазуринский вид Сокращённого свода.

## Издание
- Московский летописный свод конца XV века / под ред. М. Н. Тихомирова. — М.—Л.: Изд-во АН СССР, 1949. — 463 с. — (Полное собрание русских летописей. — Т. 25).
- Черепнин Л. В. [Рецензия] // Вопросы истории. — 1951. — № 9. — С. 143.